# Cleomella mexicana
Cleomella mexicana là một loài thực vật có hoa trong họ Màng màng. Loài này được Moç. & Sessé ex DC. mô tả khoa học đầu tiên năm 1824.